# Любыни (Новгородская область)
Любы́ни — деревня в Шимском районе Новгородской области в составе Подгощского сельского поселения.

## География
Находится в западной части Новгородской области на расстоянии приблизительно 13 км на юг-юго-запад по прямой от районного центра поселка Шимск.

## История
Была отмечена ещё на карте 1788 года. На карте 1840 года была обозначена как поселение с 32 дворами. В 1909 году здесь (погост Старорусского уезда Новгородской губернии) было учтено 4 двора.

## Население
Численность населения: 17 человек (1909 год), 174 (русские 94 %) в 2002 году, 155 в 2010.